# بيتي نجوين
بيتي نجوين (بالإنجليزية: Betty Nguyen)‏ هي صحفية أمريكية، ولدت في 1 سبتمبر 1974 في مدينة هي تشي منه في فيتنام.

## وصلات خارجية
- الموقع الرسمي
- بيتي نجوين على موقع IMDb (الإنجليزية)